# Heineken Open 2000 - Qualificazioni doppio
Le qualificazioni del doppio  dell'Heineken Open 2000 sono state un torneo di tennis preliminare per accedere alla fase finale della manifestazione. I vincitori dell'ultimo turno sono entrati di diritto nel tabellone principale. In caso di ritiro di uno o più giocatori aventi diritto a questi sono subentrati i lucky loser, ossia i giocatori che hanno perso nell'ultimo turno ma che avevano una classifica più alta rispetto agli altri partecipanti che avevano comunque perso nel turno finale.
Le qualificazioni del doppio del torneo Heineken Open 2000 prevedevano 4 coppie partecipanti di cui una è entrata nel tabellone principale.

## Teste di serie
1. Juan Ignacio Carrasco /  Jairo Velasco, Jr. (ultimo turno)

1. Mark Merklein /  Francisco Montana (Qualificati)

## Qualificati
1. Mark Merklein  /   Francisco Montana

## Tabellone

### Legenda
| - Q = Qualificato - WC = Wild card - LL = Lucky loser | - ALT = Alternate - SE = Special Exempt - PR = Protected Ranking | - w/o = Walkover - r = Ritirato - d = Squalificato |

|  | Primo turno | Primo turno                              | Primo turno                     | Primo turno | Primo turno |  |  | Ultimo turno | Ultimo turno                             | Ultimo turno                             | Ultimo turno | Ultimo turno |  |
|  |             |                                          |                                 |             |             |  |  |              |                                          |                                          |              |              |  |
|  | 1           | Juan Ignacio Carrasco Jairo Velasco, Jr. | 6                               | 65          | 6           |  |  |              |                                          |                                          |              |              |  |
|  |             | Lee Radovanovich Mark Thompson           | 2                               | 7           | 1           |  |  | 1            | Juan Ignacio Carrasco Jairo Velasco, Jr. | Juan Ignacio Carrasco Jairo Velasco, Jr. | 3            | 3            |  |
|  | 2           | Mark Merklein Francisco Montana          | Mark Merklein Francisco Montana | 6           | 6           |  |  | 2            | Mark Merklein Francisco Montana          | Mark Merklein Francisco Montana          | 6            | 6            |  |
|  |             | Thomas Shimada Myles Wakefield           | Thomas Shimada Myles Wakefield  | 1           | 4           |  |  |              |                                          |                                          |              |              |  |